# Jim Iverson
James D. Iverson, detto Jim (Mitchell, 22 agosto 1930 – Fort Wayne, 26 ottobre 2020), è stato un cestista e allenatore di pallacanestro statunitense.

## Carriera
Dopo la carriera universitaria a Kansas State, con cui raggiunse la finale NCAA del 1951, venne selezionato dai Boston Celtics al Draft NBA 1952, ma non giocò mai nella NBA.
In seguito allenò la South Dakota State University per 9 stagioni, vincendo il titolo NCAA Division II nel 1963.